# Alexandre Iatsenko
Alexandre Viktorovitch Iatsenko (Алекса́ндр Ви́кторович Яце́нко) est un acteur soviétique puis russe, né le 22 mai 1977 à Volgograd (URSS). En 2016, il reçoit le prix Nika.

## Biographie

### Jeunesse et formations
Après avoir terminé ses études secondaires, Alexandre Iatsenko entre à la faculté de radiophysique de Volgograd, mais bientôt change d'avis et s'inscrit au département de théâtre de l'université d'État de Tambov. Il prend part aux pièces montées par les étudiants.
En l'an 2000, il déménage à Moscou où il entre au fameux GITIS dans la classe de Mark Zakharov. Il commence à tourner en 2003 alors qu'il n'est encore qu'en troisième année. Il joue dans Le Costume «Шик» de Bakhtiar Khoudoïnazarov. Quatre mois avant de terminer l'académie en juillet 2004, il est renvoyé à cause d'une bagarre.

### Carrière
Iatsenko remporte le prix du meilleur rôle masculin au festival Première de Moscou, dans le film d'Andreï Prochkine Le Décaméron soldat (2005). Au festival Kinotavr, il remporte encore un prix d'interprétation pour le film Je n'ai pas mal « Мне не больно » d'Alexeï Balabanov.
En 2012, il joue dans La Horde «Орда» d'Andreï Prochkine. Cette même année, l'édition du journal russe  GQ le désigne comme « acteur de l'année »,.
En 2016, il reçoit, à la 29e cérémonie des Nika, le prix Nika pour le meilleur rôle masculin interprétant un homme perdant la vue dans le film d'Alexandre Kott, Insight (2015).
En 2017, il joue le rôle d'un urgentiste dévoué à son travail qui doit traverser une crise dans son ménage, dans le film Arythmie (Аритмия) de Boris Khlebnikov. Il est encore distingué comme meilleur interprète masculin au festival Kinotavr, ainsi qu'au 52e festival de Karlovy Vary (Karlsbad), au 53e festival international du cinéma de Chicago et au 25e Festival du cinéma russe à Honfleur (ex aequo) ; il reçoit également le grand prix du jury de l'Asia Pacific Screen Awards et le prix du meilleur acteur à la 31e cérémonie des Nika.

### Vie privée
Alexandre Iatsenko est mariée avec Marina, maquilleuse de cinéma. Ils ont un fils né le 25 mai 2015.

## Filmographie

### Longs métrages
- 2003 : Le Costume (Шик) de Bakhtyar Khudojnazarov : le « Fonceur »
- 2006 : Je n'ai pas mal (Мне не больно) d'Alekseï Balabanov : Micha
- 2012 : La Horde (Орда) d'Andreï Prochkine : Fedor
- 2016 : Le Brise-glace (Ледокол) de Nikolaï Khomeriki : Tsimbalistyi
- 2016 : Le Duelliste (Дуэлянт) d'Alexeï Mizguirev : Tsimbalistyi
- 2017 : Arythmie (Аритмия) de Boris Khlebnikov : Oleg
- 2020 : Streltsov (Стрельцов) d'Ilia Ouchitel : Youri Postnikov
- 2021 : La Fuite du capitaine Volkonogov de Natalia Merkoulova et Alexeï Tchoupov : Major Gvozdev
- 2024 : Le Maître et Marguerite (Мастер и Маргарита) de Mikhaïl Lokchine : Aloïzi Mogarytch

### Série télévisée
- 2019 : To the Lake (Эпидемия) : Pavel